# 32145 Katberman
2000 LE30 (asteroide 32145) é um asteroide da cintura principal. Possui uma excentricidade de 0.17766920 e uma inclinação de 9.01531º.
Este asteroide foi descoberto no dia 7 de junho de 2000 por LINEAR em Socorro.